# Drin noir
Le Drin noir (en macédonien : Црн Дрим, Crn Drim ; en albanais : Drini i Zi) est une rivière de Macédoine du Nord et d'Albanie.

## Géographie
La rivière s'écoule du lac d'Ohrid à Struga, en Macédoine du Nord. Après environ cinquante-six kilomètres, il traverse la frontière de l'Albanie, à l'ouest de Debar. Elle fusionne avec le Drin blanc à Kukës pour former le Drin, qui se jette dans la mer Adriatique. Elle draine une grande partie de la région frontalière à l'est de l'Albanie, y compris les trois lacs de l'Est que l'Albanie partage avec ses pays voisins (le lac d'Ohrid et les deux lacs de Prespa), ainsi que les ruisseaux qui s'y jettent.

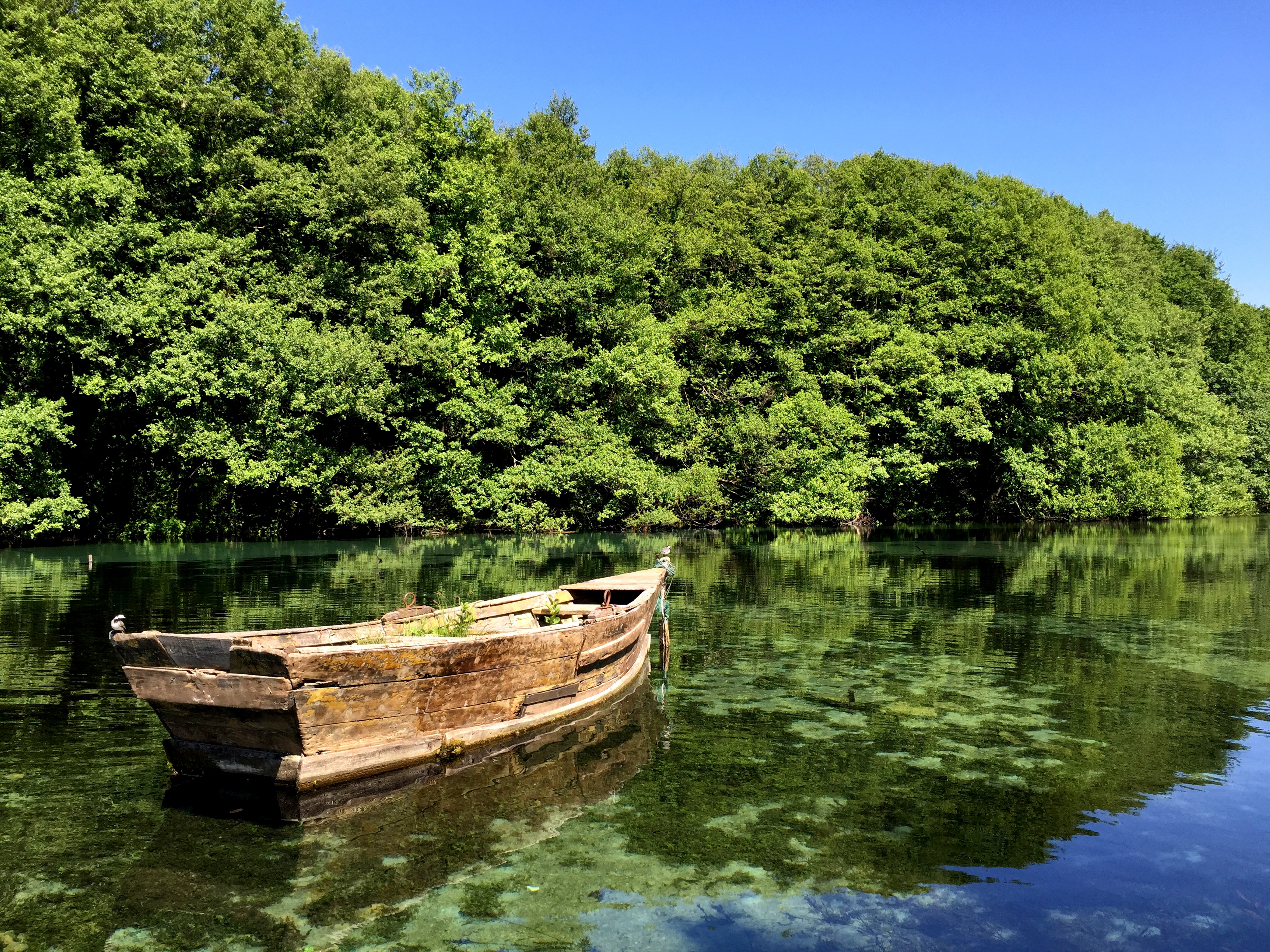
Au long du Drin noir.

## Aménagements et écologie
La situation géopolitique de la région au xxe siècle, à savoir les relations distantes entre la Grèce, la Yougoslavie et l'Albanie, ont favorisé le maintien d'une biodiversité dans la vallée du Drin noir. Au début du xxie siècle, de nombreuses espèces d'oiseaux sont observées, notamment pélicans et ibis. Le buffle a été réintroduit au début des années 2000. La truite d'Ohrid ne vit que dans le Drin noir et le lac d'Ohrid.